# آیلین کوئین
آیلین کوئین (انگلیسی: Aileen Quinn؛ زادهٔ ۲۸ ژوئن ۱۹۷۱) یک موسیقی‌دان اهل ایالات متحده آمریکا است. وی از سال ۱۹۸۲ میلادی تاکنون مشغول فعالیت بوده‌است.
او در فیلم شاهزاده قورباغه بازی کرده‌است.